# Parti des libéraux indépendants
Le Parti des libéraux indépendants est un parti politique au Maroc fondé par Mohamed Rachid Mouline en 1937.